# منزل جواد باسدار
منزل جواد باسدار (بالفارسية: خانه جواد پاسدار) هو منزل تاريخي يعود إلى عصر القاجاريون، ويقع في يزد.